# Mobaye
Mobaye  este un oraș  în partea de sud a Republicii Centrafricane, la granița cu Republica Democrată Congo, pe malul drept al fluviului Oubangui. Este reședința prefecturii  Basse-Kotto.